# Trill (album)
Trill è il disco solista del rapper Bun B, membro del duo Hip Hop UGK  pubblicato l'anno del 2005 sotto contratto con la label Rap-A-Lot Records. Vie è una versione Chopped and screwed remixata da DJ Michael 5000 Watts.

## Tracce
1. The Inauguration (prod. da Cory Mo)
2. BUN (prod. da KLC)
3. Get Throwed (ft. Pimp C, Z-Ro, Young Jeezy e Jay-Z) (prod. da Mr. Lee)
4. Draped Up (ft. Lil' Keke) (prod. da Salih Williams)
5. I'm Fresh (ft. Mannie Fresh) (prod. da Mannie Fresh)
6. Trill Recognize Trill (ft. Ludacris) (prod. da Lil Jon)
7. Pushnin (ft. Scarface e Young Jeezy) (prod. da Mr. Lee)
8. I'm Ballin' (ft. Jazze Pha) (prod. da Jazze Pha)
9. What I Represent (ft. Pimp C) (prod. da Mannie Fresh)
10. The Story (prod. da John Bido)
11. Hold U Down (ft. Trey Songz, Birdman, Mike Jones)
12. I'm A G (ft. T.I.) (prod. da Mike Dean)
13. Git It (ft. Ying Yang Twins) (prod. da Mr. Collipark)
14. Who Need A B (ft. Too $hort, Juvenile) (prod. da Big Tyme)
15. Retalation Is A Must (ft. MDDL FNGZ) (prod. da Sean Wee)
16. Draped Up (H-Town Remix) (ft. Lil' Keke, Slim Thug, Paul Wall, Mike Jones, Aztek, Lil Flip, Z-Ro e Chamillionaire) (prod. da Salih Williams)
17. Late Night Creepin' (Bonus Track) (ft. Skinhead Rob, Travis Barker) (prod. da Travis Barker)